# Flügelmuster

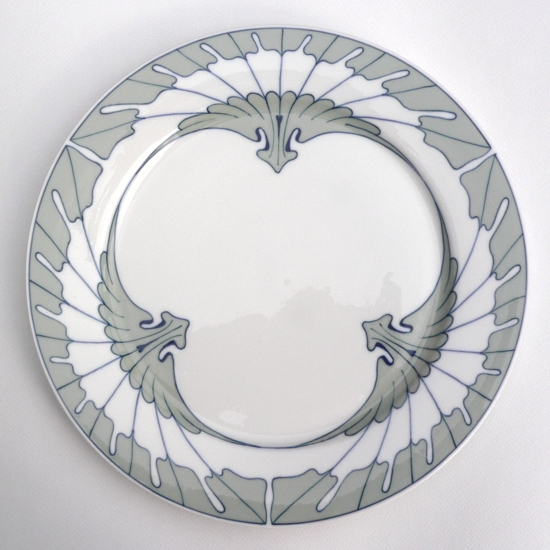
Teller mit Flügel-Dekor

Das Flügelmuster ist ein an der Porzellanmanufaktur Meißen 1901 entstandenes Dekor.
In Meißen begann man im Vergleich zu anderen Porzellan-Manufakturen sehr früh damit, sich im Bereich des Gebrauchsporzellans künstlerisch zu modernisieren. Bereits 1896 wurde der erste Wettbewerb zur Schaffung eines zeitgemäßen und billigen Déjeuners in Form und Dekor ausgeschrieben, aus dem das Krokus-Dejeuner, entworfen von Konrad Hentschel, hervorging.
Daran an schloss der erste Versuch, eine neue für die modernen Scharffeuerdekore passende Geschirrform zu entwickeln, die bereits 1901 als eine Kollektivleistung der Entwerfer der Manufaktur, vornean Hans Rudolph Hentschel, erfolgreich unter dem Namen „T glatt“ produziert werden konnte. Dieses Modell wurde für mindestens ein Jahrzehnt das meistbedeutende und meistproduzierte Service aus Meißen, das berühmte und bahnbrechende Flügelmuster, Entwurf Hans Rudolph Hentschel 1901, war das erste für dieses Service entwickelte Dekor.
„Es [das Flügelmuster] lässt in seinem spannungsreichen Linien- und Flächenspiel gerade noch die Möglichkeit offen, daß organisch gewachsene Formen gemeint sein könnten. In seiner weitergeführten Abstraktion deutet es jedoch bereits aus die dynamischen Ornamentbewegungen van de Veldes hin.“
Wie Hermann Jedding weiterhin zur Farbgebung anmerkt: „Zart in Blau konturiert und aufgefächert, gibt verhaltenes Seladongrün den Flügeln und Randblättern Substanz.“
Bislang erfasste Stücke des Services
Essteller, Suppenteller, Dessertteller, Kuchenteller, Brötchenteller, Pralinenschale, ovale Platten in 5 Größen, Fischplatte, Beilageschalen in 3 Größen, Saucieren in 3 Größen, Suppenterrine, Ragoutterrine in 2 Varianten, Beilagenschale mondförmig, Senftopf, Eierbecher, Salzschale, Saucenlöffel, Senflöffel, Messerbänkchen, Kaffee-/Teegeschirr, Tortenplatte mit / ohne Standfuß.